# Liste der Resolutionen des UN-Sicherheitsrates (2003)
Diese Liste der Resolutionen des UN-Sicherheitsrates nennt die 67 vom Sicherheitsrat der Vereinten Nationen im Jahr 2003 verabschiedeten Resolutionen.
| Nummer | Beschluss vom | Gegenstand                                                                                   | Mission |
| ------ | ------------- | -------------------------------------------------------------------------------------------- | ------- |
| 1455   | 17. Januar    | Bedrohung des int. Friedens und Sicherheit durch terroristische Angriffe                     |         |
| 1456   | 20. Januar    | High-level meeting des Sicherheitsrates: combating terrorism                                 |         |
| 1457   | 24. Januar    | Situation betreffend der Demokratischen Republik Kongo                                       |         |
| 1458   | 28. Januar    | Situation in Liberia                                                                         |         |
| 1459   | 28. Januar    | Kimberley Process Certification Scheme                                                       |         |
| 1460   | 30. Januar    | Kinder und bewaffnete Konflikte                                                              |         |
| 1461   | 30. Januar    | Situation im Nahen Osten                                                                     |         |
| 1462   | 30. Januar    | Situation in Georgien                                                                        |         |
| 1463   | 30. Januar    | Situation betreffend die Westsahara                                                          |         |
| 1464   | 4. Februar    | Situation in Côte d’Ivoire                                                                   |         |
| 1465   | 13. Februar   | Bedrohung des int. Friedens und Sicherheit durch terroristische Angriffe                     |         |
| 1466   | 14. März      | Situation zwischen Äthiopien und Eritrea                                                     |         |
| 1467   | 18. März      | Verbreitung von Kleinwaffen und Söldnern als Gefährdung für den Frieden in Westafrika        |         |
| 1468   | 20. März      | Situation in der Demokratischen Republik Kongo                                               |         |
| 1469   | 25. März      | Situation in der Westsahara                                                                  |         |
| 1470   | 28. März      | Situation in Sierra Leone                                                                    |         |
| 1471   | 28. März      | Situation in Afghanistan                                                                     |         |
| 1472   | 28. März      | Situation zwischen Irak und Kuwait                                                           |         |
| 1473   | 4. April      | Situation in Ost-Timor                                                                       |         |
| 1474   | 8. April      | Situation in Somalia                                                                         |         |
| 1475   | 14. April     | Situation in Zypern                                                                          |         |
| 1476   | 24. April     | Situation zwischen Irak und Kuwait                                                           |         |
| 1477   | 29. April     | Internationaler Gerichtshof für Ruanda                                                       |         |
| 1478   | 6. Mai        | Situation in Liberia                                                                         |         |
| 1479   | 13. Mai       | Situation in Côte d’Ivoire                                                                   |         |
| 1480   | 19. Mai       | Situation in Ost-Timor                                                                       |         |
| 1481   | 19. Mai       | Internationaler Gerichtshof für das frühere Jugoslawien                                      |         |
| 1482   | 19. Mai       | Internationaler Gerichtshof für Ruanda                                                       |         |
| 1483   | 22. Mai       | Situation zwischen Irak und Kuwait                                                           |         |
| 1484   | 30. Mai       | Situation in der Demokratischen Republik Kongo                                               |         |
| 1485   | 30. Mai       | Situation in der Westsahara                                                                  |         |
| 1486   | 11. Juni      | Situation in der Zypern                                                                      |         |
| 1487   | 12. Juni      | Erklärung zum Einsatz von UN-Friedenstruppen in Konfliktgebieten                             |         |
| 1488   | 26. Juni      | Situation im Nahen Osten                                                                     |         |
| 1489   | 26. Juni      | Situation in der Demokratischen Republik Kongo                                               |         |
| 1490   | 3. Juli       | Situation zwischen Irak und Kuwait                                                           |         |
| 1491   | 11. Juli      | Situation im Bosnien-Herzegowina                                                             |         |
| 1492   | 18. Juli      | Situation in Sierra Leone                                                                    |         |
| 1493   | 28. Juli      | Situation in der Demokratischen Republik Kongo                                               |         |
| 1494   | 30. Juli      | Situation in Georgien in Bezug auf die Region Abchasien                                      |         |
| 1495   | 31. Juli      | Situation in der Westsahara                                                                  |         |
| 1496   | 31. Juli      | Situation im Nahen Osten                                                                     |         |
| 1497   | 1. August     | Situation in Liberia                                                                         |         |
| 1498   | 4. August     | Situation in Côte d’Ivoire                                                                   |         |
| 1499   | 13. August    | Situation in der Demokratischen Republik Kongo                                               |         |
| 1500   | 14. August    | Situation zwischen Irak und Kuwait                                                           |         |
| 1501   | 26. August    | Situation in der Demokratischen Republik Kongo                                               |         |
| 1502   | 26. August    | Schutz des UN-Personals und anderer humanitärer Organisationen in Konfliktgebieten           |         |
| 1503   | 28. August    | Internationaler Gerichtshof für das frühere Jugoslawien und Ruanda                           |         |
| 1504   | 4. September  | Internationaler Gerichtshof für das frühere Jugoslawien                                      |         |
| 1505   | 4. September  | Internationaler Gerichtshof für Ruanda                                                       |         |
| 1506   | 12. September | Erklärungen zu den Abstürzen der Flüge UTA 10 und Pan Am 103 durch den Außenminister Libyens |         |
| 1507   | 12. September | Situation zwischen Äthiopien und Eritrea                                                     |         |
| 1508   | 19. September | Situation in Sierra Leone                                                                    |         |
| 1509   | 19. September | Situation in Liberia                                                                         |         |
| 1510   | 13. Oktober   | Situation in Afghanistan                                                                     |         |
| 1511   | 16. Oktober   | Situation zwischen Irak und Kuwait                                                           |         |
| 1512   | 27. Oktober   | Internationaler Gerichtshof für Ruanda                                                       |         |
| 1513   | 28. Oktober   | Situation in der Westsahara                                                                  |         |
| 1514   | 13. November  | Situation in Côte d’Ivoire                                                                   |         |
| 1515   | 19. November  | Situation im Nahen Osten, bezüglich Palästina                                                |         |
| 1516   | 20. November  | Gefahren für den Weltfrieden, aufgrund von Terrorakten                                       |         |
| 1517   | 24. November  | Situation in Zypern                                                                          |         |
| 1518   | 24. November  | Situation zwischen Irak und Kuwait                                                           |         |
| 1519   | 16. Dezember  | Situation in Somalia                                                                         |         |
| 1520   | 22. Dezember  | Situation im Nahen Osten                                                                     |         |
| 1521   | 22. Dezember  | Situation in Liberia                                                                         |         |